# Ноулз, Соланж
Сола́нж Пиаже́ Но́улз (англ. Solange Piaget Knowles; род. 24 июня 1986 года, Хьюстон, Техас, США) — американская певица, автор песен, танцовщица, модель и актриса. Проявив интерес к музыке ещё в детстве, Ноулз дебютировала на музыкальной сцене в качестве временной замены одной из участниц группы Destiny’s Child, после чего подписала контракт с лейблом её отца, Music World Entertainment. В возрасте 16 лет она выпустила свой дебютный студийный альбом «Solo Star» (2002). В период с 2005 до 2007 год Соланж сыграла несколько небольших ролей в кино, включая фильм «Добейся успеха 3: Всё или ничего» (2006), одновременно с этим продолжая писать музыку для своей старшей сестры Бейонсе и бывших участниц Destiny’s Child, Келли Роуленд и Мишель Уильямс.
В 2007 году Ноулз снова начала записывать музыку. Её второй студийный альбом «Sol-Angel and the Hadley St. Dreams» (2008) отошёл от привычного поп-звучания в сторону блюза 60-х и 70-х годов. Он дебютировал на девятом месте американского чарта Billboard 200 и получил положительные отзывы от критиков. Соланж продолжила экспериментировать со звучанием, выпустив мини-альбом «True» (2012), вдохновлённый поп-музыкой 80-годов.
Её третий студийный альбом «A Seat at the Table» (2016) дебютировал на первом месте Billboard 200, тем самым став её первым альбом дебютировавшим с вершины чарта. Трек «Cranes in the Sky», вошедший на альбом, выиграл премию «Грэмми» в категории «Лучшее R&B-исполнение». В декабре 2016 года журнал «Billboard» включил её в список ста самых успешных танцевальных артистов всех времён, где она заняла 100 место.

## Ранние годы
Соланж родилась в Хьюстоне в семье Мэтью и Тины Ноулз. Её отец афроамериканского происхождения, а мать — креолка. У Соланж есть старшая сестра, Бейонсе — певица и актриса. В детстве Соланж занималась танцами и театральным мастерством. Её первое музыкальное выступление состоялось в возрасте пяти лет в местном парке. В девять лет начала писать песни. В пятнадцать лет Соланж отправилась на гастроли с группой своей сестры Destiny's Child, заменяя одну из танцовщиц. Ноулз также временно заменила Келли Роуленд во время выступления на разогреве у Кристины Агилеры.

## Карьера

### 2001—2006: «Solo Star»
Отец Ноулз занялся менеджментом дел дочери, которая благодаря этому ворвалась в музыкальный бизнес в 2001 г., появившись на альбоме «8 Days of Christmas» группы Destiny’s Child. Она исполнила вокальные партии для треков «Little Drummer Boy» и «Proud Family».
В следующем году Соланж приняла участие в записи второго студийного альбома Лила Ромео «Game Time» (2002), спела партию «So Amazing» для сингла «True Love», написанного легендой R&B, Лютером Вандросом, и вместе с Келли Роулэнд спела для её второго альбома «Simply Deep» (2002), для которого она придумала заглавную песню. Продолжая сотрудничать с артистами, Соланж интенсивно работала над своим дебютным альбомом, в создание которого были вовлечены высококлассные продюсеры, такие, как Жермен Дюпри, продюсерский дуэт «The Neptunes», Линда Перри и известный влиятельный основатель лейбла «Beat Club» Тимбалэнд.
Соланж стала сопродюсером и автором одиннадцати треков альбома «Solo Star», включая главный сингл «Feelin' You (Part II)» (продюсер Дэймон Эллиотт). Песня не смогла просочиться в «Billboard Hot 100», популярный американский чарт. В конечном счете, сам альбом «Solo Star» вышел 21 января 2003 года в Соединённых Штатах, где стартовал с 49 места альбом-чарта «Billboard 200» и с 23 строчки альбом-чарта «Лучшие R&B/хип-хоп». Согласно информационной системе «Nielsen Soundscan», было продано 112 тыс. копий альбома только внутри страны.
На следующий год Ноулз внесла свой вклад в создание песен для «Destiny’s Child», Мишель Уильямс, госпел-трио «Trin-I-Tee 5:7» и для своей сестры Бейонсе, включая сингл-релизы «Get Me Bodied», «Upgrade U» и «We Break the Dawn».
В 2005 году певица появилась в музыкальном клипе на песню «Soldier» группы «Destiny’s Child», когда была беременна сыном Дэниэлом.

### 2007—2008: «Sol-Angel and the Hadley St. Dreams»
В конце 2007 году, записывая второй альбом на студии, Ноулз заключила новый музыкальный контракт с лейблом «Geffen Records». Новый музыкальный материал содержал элементы «современного твиста и оттенки R&B с легким привкусом блюза и джаза». Над альбомом работал Си-Ло Грин, датский продюсерский дуэт «Soulshock & Karlin» и Марк Ронсон, а услышать на треках нового творения можно таких артистов, как Лил Уэйн и Билал.
Ноулз закончила работу над вторым студийным альбомом в 2008 году, назвав свой проект «Sol-Angel and the Hadley St. Dreams». Было снято музыкальное видео на первый сингл «I Decided» (продюсеры «The Neptunes») в апреле 2008 года, премьера которого прошла 4 июня 2008 года в программе «Access Granted». Для релиза альбома в Великобритании и Европе певица сотрудничала с британскими продюсерами из производственной компании «Freemasons», которые уже до этого работали над продакшном ремикса песни Бейонсе и Келли Роулэнд, создав «I Decided Part II». Эта версия альбома должна была выйти 26 августа.
Ноулз опубликовала в своем блоге (HadleyStreetJournal.com), что выпустит серию микстейпов. Первый из них был назван «I Can’t Get Clearance…», в который включен трек «Fuck the Industry (Signed Sincerly)». На треке певица высказывает свои соображения по поводу нынешнего положения музыкальной индустрии. Она заостряет внимание на некоторых мажорных артистах, таких, как Мэри Джей Блайдж, Ашанти, Кейша Коул и её сестре Бейонсе, хотя на своем блоге она ясно дает понять, что песня не несёт в себе ни одного «негативного оттенка в адрес артистов».

## Личная жизнь
В феврале 2004 года Соланж вышла замуж за футболиста Дэниела Смита. 18 октября 2004 года она родила сына Дэниела Джулза Смита — младшего. Сама Ноулз частично выразила сожаление, что родила ребёнка в таком раннем возрасте, но называет сына самым большим благословением в своей жизни. Песня «6 O' Clock Blues», вошедшая на альбом «Sol-Angel and the Hadley St. Dreams», посвящена её сыну. После рождения Дэниэла Джулза семья переехала в Москоу, Айдахо, где муж Ноулз продолжил обучение в колледже. В октябре 2007 года Соланж подтвердила, что она и Смит развелись. После развода Ноулз с сыном перебрались в Лос-Анджелес, Калифорния. В 2013 году они переехали в Новый Орлеан, штат Луизиана.
С 16 ноября 2014 года Соланж замужем за клипмейкером Аланом Фергюсоном. 1 ноября 2019 года она сообщила об их расставании.

## Дискография

### Студийные альбомы
- Solo Star (2002)
- Sol-Angel and the Hadley St. Dreams (2008)
- A Seat at the Table (2016)
- When I Get Home (2019)

### Мини-альбомы
- True (2012)

### Другие альбомы
- Saint Heron (2013)

## Туры

### Хэдлайнинг
- Solo Star Tour (2003)
- The Art of Love Tour (2008)
- Solange Presents Sol-Angel and the Hadley St. Dreams Tour (2008)
- True Promo Tour (2012)
- A Seat by the Table Tour (2017)

### На разогреве
- Simply Deeper Tour (2003)

## Фильмография

### Кино
| Год  | Название на русском              | Оригинальное название       | Роль          | Примечания                             |
| ---- | -------------------------------- | --------------------------- | ------------- | -------------------------------------- |
| 2004 | Каникулы семьи Джонсонов         | Johnson Family Vacation     | Никки Джонсон |                                        |
| 2006 | Добейся успеха 3: Всё или ничего | Bring It On: All or Nothing | Камилла       | указана в титрах как Соланж Ноулз-Смит |

### Телевидение
| Год  | Название на русском    | Оригинальное название | Роль     | Примечания |
| ---- | ---------------------- | --------------------- | -------- | ---------- |
| 2001 | Интимный портрет       | Intimate Portrait     | она сама | 1 эпизод   |
| 2002 | Семейка Праудов        | The Proud Family      | Шанель   | 1 эпизод   |
| 2002 | Таина                  | Taina                 | Рэйчел   | 1 эпизод   |
| 2002 | Упорный                | Taff                  | она сама | 2 эпизода  |
| 2003 | Братья Гарсия          | The Brothers García   | она сама | 1 эпизод   |
| 2004 | Один на один           | One on One            | Шарлотта | 1 эпизод   |
| 2005 | Внимание, внимание!    | Listen Up!            | Эрика    | 1 эпизод   |
| 2008 | Говорящая с призраками | Ghost Whisperer       | певица   | 1 эпизод   |
| 2008 | Линкольн-хайтс         | Lincoln Heights       | она сама | 1 эпизод   |
| 2010 | Йоу Габба Габба!       | Yo Gabba Gabba!       | она сама | 1 эпизод   |